# جی‌دی ونس
جیمز دیوید وَنْس (انگلیسی: James David Vance؛ با نام تولد جیمز دانلد بومن؛ زادهٔ ۲ اوت ۱۹۸۴) سیاستمدار آمریکایی است که از سال ۲۰۲۵ به عنوان پنجاهمین معاون رئیس‌جمهور ایالات متحده آمریکا تحت ریاست‌جمهوری دونالد ترامپ خدمت می‌کند. او که عضو حزب جمهوری‌خواه است، از سال ۲۰۲۳ تا ۲۰۲۵ به عنوان سناتور جونیور آمریکا از اوهایو فعالیت می‌کرد.
ونس که زاده میدلتاون، اوهایو است پیش از تحصیل علوم سیاسی و فلسفه در دانشگاه ایالتی اوهایو و دریافت مدرک حقوقی جی‌دی از مدرسه حقوق ییل، در سپاه تفنگداران دریایی ایالات متحده آمریکا خدمت می‌کرد. کتاب خاطرات او مرثیه هیلبیلی (۲۰۱۶) که بزرگ شدن او در میدلتاون و ارزش‌های آپالاشیایی خانواده‌اش را توصیف می‌کند از کتاب‌های پرفروش نیویورک تایمز شد و توجه گسترده مطبوعات را در جریان انتخابات ریاست‌جمهوری ۲۰۱۶ به خود جلب کرد.
ونس نخستین کمپین خود برای کرسی سنای اوهایو را در سال ۲۰۲۱ به راه انداخت و پس از این که مورد حمایت رئیس‌جمهور سابق ترامپ قرار گرفت موفق شد نامزدی حزب جمهوری‌خواه را به دست آورد. او در انتخابات سراسری نامزد دموکرات، تیم راین را شکست داد. او در جریان کنوانسیون ملی جمهوری خواهان از سوی ترامپ به‌عنوان نامزد او برای معاونت ریاست‌جمهوری در انتخابات ریاست‌جمهوری ۲۰۲۴ برگزیده شد.
ونس به‌عنوان محافظه‌کار ملی و پوپولیست جناح راست شناخته می‌شود و خود را عضو راست‌های پست‌لیبرال توصیف می‌کند. مواضع سیاسی او شامل مخالفت‌هایش با سقط جنین، ازدواج همجنس، کنترل اسلحه و کمک نظامی آمریکا به اوکراین می‌شوند. ونس منتقد صریح بی‌فرزندی است و در مورد تأثیر الهیات کاتولیک بر مواضع سیاسی-اجتماعی خود صحبت کرده است.

## اوایل زندگی
جیمز دیوید ونس در اوت ۱۹۸۴ در میدلتاوون، اوهایو به عنوان جیمز دونالد بومن، پسر دونالد بومان و بو ونس زاده شد. تنها خواهر ونس، لیندسی، وقتی مادرش ۱۹ ساله بود به دنیا آمد. مادر و پدر او وقتی ونس کودک نوپایی بود طلاق گرفتند. چندی نگذشت که ونس توسط شوهر سوم مادرش به فرزندی پذیرفته شد. ونس و خواهرش به‌طور عمده توسط پدربزرگ و مادربزرگشان بزرگ شدند.

## آغاز زندگی و تحصیل

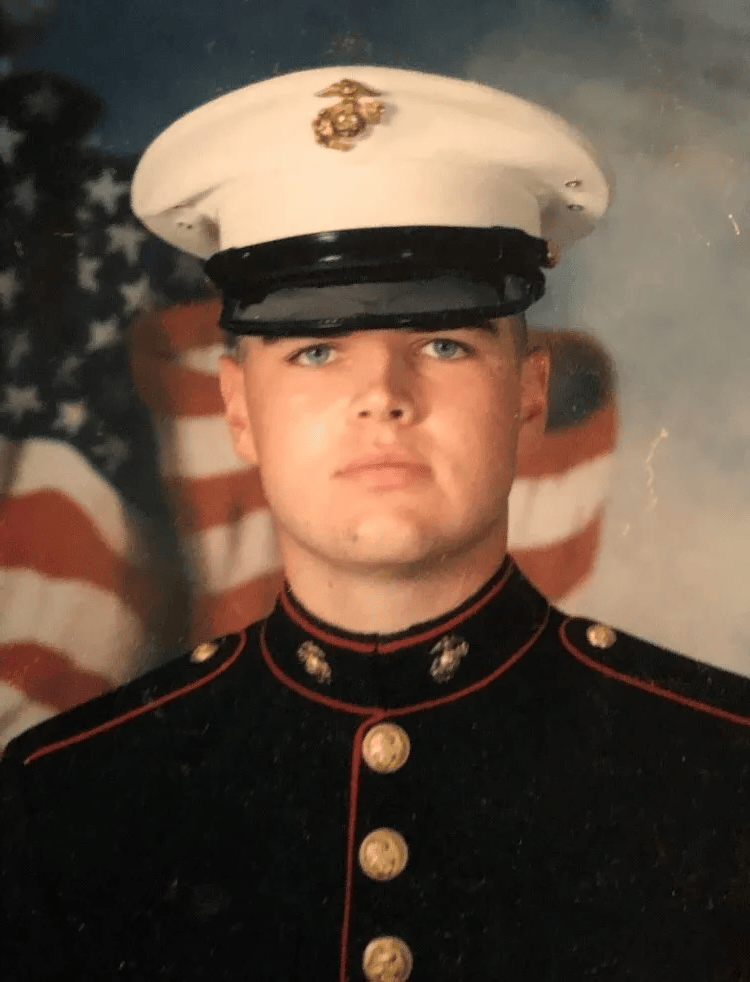
پرتره J.D. Vance - تفنگداران دریایی ایالات متحده

ونس در دبیرستان دولتی میدلتاون تحصیل کرد. وی پس از فارغ‌التحصیلی در سپاه تفنگداران دریایی ایالات متحده آمریکا ثبت نام و با درجه سرجوخه در عراق خدمت کرد. ونس سپس مدرک کارشناسی علوم سیاسی و فلسفه را از دانشگاه ایالتی اوهایو در کلمبوس، اوهایو دریافت کرد. در ایالت اوهایو، وی برای سناتور ایالت حزب جمهوری‌خواه باب شولر کار می‌کرد.
پس از فارغ‌التحصیلی از دانشگاه ایالتی اوهایو، ونس مدرک JD را از مدرسه حقوق ییل دریافت کرد. در طول اولین سال حضور در ییل، معلم خصوصی و استاد او ایمی چوا او را متقاعد کردند که خاطرات خود را بنویسد.

## حرفه
پس از دانشکده حقوق، ونس به عنوان مدیر اصلی در یک شرکت سرمایه‌گذاری خطرپذیر متعلق به پیتر تیل معروف به اداره سرمایه Mithril کار کرد.
او کتاب مرثیه هیلبیلی خاطره ای از یک خانواده و فرهنگ در موقع بحرانی را در سال ۲۰۱۶ منتشر کرد. این کتاب دربارهٔ ارزش‌های آپالاچی، تربیت وی و ارتباط آنها با مشکلات اجتماعی شهر زادگاه او است. این کتاب در سال ۲۰۱۶ و ۲۰۱۷ در فهرست کتاب‌های پر فروش نیویورک تایمز قرار داشت. او در سال ۲۰۱۷ نامزد جایزه صلح ادبی دیتون شد. این کتاب علاوه بر اینکه توجه عمومی و تحسین منتقدان را دریافت کرد، انتقاد آپالاچی‌ها را برانگیخت که استدلال می‌کردند ونس روستایی قابل اعتماد یا نماینده طبقه کارگر نیست. این منتقدان ادعا می‌کنند که نویسنده در کتاب ونس، گمراهانه تجربه و هویت پدربزرگ و مادربزرگ روستایی خود را که تابستان‌های کودکی خود را با آنها می‌گذرانده، با هم مخلوط می‌کند. اما منتقدان از ادعاهای ونس برای نمایندگی این فرهنگ حمایت کردند.
در طی انتخابات ۲۰۱۶ توسط رسانه ملی او به عنوان روزنه‌ای برای طبقه کارگر سفیدپوست توجه زیادی را به خود جلب کرد. ونس در شبکه‌های خبری حضور داشته است.
در سال ۲۰۲۰ ونس ۹۳ میلیون دلار برای Narya Capital مستقر در سین سیناتی، اوهایو، جمع‌آوری کرد.
در دسامبر ۲۰۱۶ ونس اظهار کرد که قصد دارد برای راه‌اندازی یک سازمان غیرانتفاعی و نامزدی بالقوه ایالت به اوهایو نقل مکان کرده و در زمینه مبارزه با اعتیاد به مواد مخدر در کمربند زنگار کار کند. این سازمان غیرانتفاعی «تجدید اوهایوی ما» نامیده می‌شود.
در ژانویه ۲۰۱۷ ونس به یک عضو برجسته سی‌ان‌ان تبدیل شد. در آوریل ۲۰۱۷ ران هاوارد برای کارگردانی نسخه سینمایی مرثیه هیلبیلی که در سال ۲۰۲۰ توسط نتفلیکس منتشر شد قرارداد امضا کرد و اوون آزتالوس و گابریل باسو در نقش ونس بازی کردند.
ونس یک عضو ناظر در موسسه امریکن انترپرایز است که در مورد جامعه و فرهنگ آمریکایی و تأثیرات اجتماعی سیاست اقتصادی تحقیق می‌کند.

## سنای ایالات متحده آمریکا
ونس نامزدی خود در انتخابات ۲۰۲۲ سنای ایالات متحده برای جانشینی سناتور راب پورتمن اعلام کرد. دونالد ترامپ در آوریل ۲۰۲۲ از او حمایت کرد. او با کسب ۵۳٪ از آرا بر رقیب دموکرات خود تیم راین پیروز و به عنوان سناتور ایالات متحده از اهایو انتخاب شد.

## مواضع سیاسی
ونس در دوره حضور در سنا، یک محافظه‌کار ملی نوارتجاعی، یک پوپولیست جناح راستی، و یک جانشین ایدئولوژیک پیلیومحافظه‌کارانی چون پت بیوکنن خوانده شده است. او به ویلیام جولیوس ویلسون، کرتیس یاروین، رابرت پاتنم، راد دریر، پتریک دنین، دیوید اوتور، رنه ژیرار، راج چتی، و یورام هازونی به عنوان اثرگذاران بر اندیشه فلسفی و مذهبی خود استناد کرده است.
ونس از لغو رو در برابر وید حمایت کرد. او با ازدواج همجنس‌ها موافق نیست و موافق ممنوع سازی پورنوگرافی است. رویکرد او در مورد اقتصاد، حمایت او از افزایش مالیات‌های معین بر موقوفه‌های دانشگاهی و ادغام ابرشرکت‌ها، حداقل دستمزد، سندیکایی شدن، تعرفه، قانون رقابت، و مخالفت با ادامه کمک آمریکا به اوکراین در میانه حمله روسیه به اوکراین او را به یک تک‌رو در قیاس با سنت حزب جمهوریخواه تبدیل کرده است.

### رابطه با دونالد ترامپ
در جریان انتخابات ریاست‌جمهوری ۲۰۱۶ ایالات متحده آمریکا ونس منتقد نامزد حزب جمهوری‌خواه دونالد ترامپ بود. او در ستونی در یواس‌ای تودی در فوریه ۲۰۱۶ نوشت «سیاست‌های پیشنهادی ترامپ، در دامنه غیراخلاقی نا مهمل قرار دارند.» او ترامپ را «هروئین فرهنگی» و «هیتلر آمریکا» توصیف کرده بود. در اکتبر ۲۰۱۶ او ترامپ را در پستی در توئیتر نفرت‌انگیز توصیف کرد. او اعلام کرد قصد دارد به نامزد مستقل اون مک‌مولین رای دهد. او بعدها این توییت‌هایش را حذف کرد و در ژوئیه ۲۰۲۱ در آستانه نامزدی برای سنای ایالات متحده به خاطر انتقادهایش از ترامپ عذرخواهی کرد. او اظهارات قبلی خود دربارهٔ ترامپ را برعکس کرد و گفت ترامپ رئیس‌جمهور خوبی بوده و دربارهٔ اظهاراتش در جریان انتخابات ۲۰۱۶ ابراز تاسف کرد. ونس پیش از یک اعلان رسمی، از مار-ئه-لاگو برای دیدار با رئیس‌جمهور سابق به همراه پیتر تیل بازدید کرد. دونالد ترامپ پیش‌تر جی دی ونس را بسیار شبیه آبراهام لینکلن دانسته بود.

### سقط جنین
ونس با سقط جنین مخالف است. وقتی از او پرسیده شد که آیا قوانین سقط جنین باید برای تجاوز و زنای با محارم استثناهایی قائل شوند گفت: «دو اشتباه حق را درست نمی‌کند.» او طرفدار وضع قوانین سخت‌گیرانه علیه پایان خودخواسته بارداری است.

### سکسوالیته و جنسیت
ونس طرحی در سنا پیشنهاد داده تا جراحی گذار جنسیت برای اطفال یک جرم فدرال بشود و استفاده از بودجه‌های تأمین مالی شده با پول مالیات برای چنین عمل‌هایی بلوکه شود. او در بیانیه‌ای گفت: «تحت هیچ شرایطی نباید اجازه داده شود پزشکان چنین عمل‌های وحشتناک بازگشت‌ناپذیری را بر روی کودکان زیر سن قانونی انجام دهند.»

### نقش و حقوق زنان
جی دی ونس را بابت حمایت از خانواده هسته‌ای، نهاد ازدواج، و اهمیت نقش فعال دولت در تشویق و ممکن‌سازی تشکیل خانواده و و افزایش میزان باروری کل ایالات متحده، «تولدگرا» توصیف کرده‌اند.
ونس در یک سخنرانی در مؤسسه مطالعات اینترکالیجییت در سال ۲۰۲۱ چپ بی فرزند را به خاطر پریشانی‌های آمریکا مورد سرزنش قرار داد و آنان را متهم کرد فاقد یک تعهد فیزیکی به آینده این کشورند.
او نخست‌وزیر محافظه‌کار مجارستان ویکتور اوربان را به خاطر تشویق زوج‌های متأهل به فرزندآوری ستود و گفت والدین باید نسبت به غیروالدین نقش بیشتری در شیوه عملکرد دموکراسی داشته باشند. ونس مدعی شد که «ما باید نگران باشیم که در آمریکا تشکیل خانواده، میزان موالید ما، و بسیاری از نشانگرهای سلامت خانواده سقوط کرده‌اند» و پرسید «چرا نمی‌توانیم واقعاً تشکیل خانواده را ترویج دهیم؟» او فراتر از این رفت و مدعی شد «چرا برای رهبران ما این یک واقعیت زندگی است که کسانی باشند که از طریق فرزندان‌شان پای خودشان گیر آن باشد؟» ونس استدلال کرد «این واقعیت که نوزادان کافی نمی‌آوریم یک بحران در این کشور است؛ زیرا رسانه‌های ما را بینواتر می‌کند. بحران است زیرا به رهبران ما به حد کافی امکان سرمایه‌گذاری در آینده کشورشان را نمی‌دهد و یک بحران است زیرا می‌دانیم نوزادان خوبند… کشوری که کودک دارد کشور سالمی است که زندگی در آن ارزش دارد. به فرزندان اهمیت می‌دهیم چون سایکوپات (جامعه‌ستیز) نیستیم و نمی‌خواهیم در جامعه‌ای متشکل از سایکوپات‌ها زندگی کنیم.»

ونس در سپتامبر ۲۰۲۱ هنگام سخنرانی در دبیرستان مسیحی پسیفیکا در کالیفرنیا گفت: 
«فکر می‌کنم این یکی از حقه‌های بزرگ بود که انقلاب جنسی به مردم آمریکا زد، این ایده که، خوب، این ازدواج‌ها به‌طور بنیادین، می‌دانید، ممکن است خشونت بار بوده باشند، ولی مطمئناً اندوهناک بودند. و به این خاطر راحت شدن از شر آنها و راحت تر کردن این که مردم همسرانشان را عوض کنند انگار که دارند لباس زیرشان را عوض می‌کنند، مردم را در بلندمدت شادمان تر خواهد کرد.»

وایس نوشت به نظر می‌رسد ونس بر این نظر است که در برخی موارد حتی ازدواج‌های خشونت بار باید ادامه یابند. ونس در پاسخ به وایس مدعی شد نرخ خشونت خانگی در سال‌های اخیر به خاطر آنچه او «جنگ جامعه مدرن با خانواده‌ها» خوانده سر به فلک کشیده، گرچه در دهه‌های اخیر نرخ خشونت خانگی کاهش یافته است. یکی از استراتژیست‌های ونس توصیف وایس را بسیار ناصادقانه خواند و گفت با توجه به این ونس خود در کودکی قربانی خشونت خانگی بوده این ادعا که او از ماندن افراد در رابطه‌های سوءاستفاده گرانه حمایت می‌کند نامعقول است.
ونس دیدگاه‌های سنتی نسبت به ازدواج و نقش زنان در محل کار داشته است. او در توئیتی در سال ۲۰۲۲ نوشت «اگر جهان‌بینی شما به شما می‌گوید برای زنان بد است مادر شوند ولی این که ۹۰ ساعت در هفته در یک اتاقک در نیویورک تایمز یا گلدمن ساکس کار کنند برایشان رهایی‌بخش است، فریب خورده‌اید.»

### سیاست خارجی
ونس که از حامیان سرسخت سیاست اول آمریکای دونالد ترامپ است به شدت سیاست خارجی مداخله گرانه در کشورهای دیگر را از سوی هر دو حزب دموکرات و جمهوری‌خواه محکوم کرده و در تضاد با صداهای جنگ‌طلبانه‌تر و جناح نومحافظه‌کار حزب جمهوری‌خواه از کمک خارجی و عملیات‌های نظامی آمریکا در خاورمیانه انتقاد کرده است. او در سخنرانی خود در مؤسسه کوئینسی از تصمیمات سیاست خارجی آمریکا همچون تهاجم ۲۰۰۳ به عراق انتقاد کرد و آن را مسبب ایجاد یک نیروی نیابتی برای ایران در خاورمیانه و خروج مسیحیان از عراق دانست. ونس در سخنرانی خود در کنفرانس امنیتی مونیخ گفت آمریکا نمی‌خواهد از ناتو خارج شود. ولی استدلال کرد که آمریکا باید تمرکز خود را به شرق آسیا منتقل کند و بعضی از کشورهای اروپایی و عضو ناتو به اندازه کافی برای امنیت خودشان هزینه نمی‌کنند.
ونس از اعمال تعرفه‌های بالا بر واردات و اعمال سیاست‌های حمایتی داخلی پشتیبانی می‌کند.

#### جنگ روسیه-اوکراین
ونس از منتقدان صریح‌الهجه کمک نظامی در آمریکا به اوکراین در جنگ در جریان روسیه و اوکراین است. او گفته به نفع آمریکا است که بپذیرد اوکراین بخشی از خاک خود را به روسیه واگذار خواهد کرد. ونس بابت دیدگاه‌های دربارهٔ اوکراین از سوی هر دو حزب با انتقاد مواجه شده است. در دسامبر ۲۰۲۳ او بابت فراخوانش به تعلیق کمک‌های بیشتر به اوکراین به این دلیل که «گفت از سوی وزرای آن برای خرید یک قایق تفریحی بزرگتر مورد استفاده قرار خواهد گرفت» مورد انتقاد قرار گرفت. ونس در فوریه ۲۰۲۲ در پادکست استیو بنن گفت «باید با شما روراست باشم. من واقعاً اهمیتی نمی‌دهم بر سر اوکراین چه می‌آید» و «من را از علاقه نمایشی به اوکراین معاف کنید.» ونس بعدتر در بیانیه‌ای در مورد این نظرات حمله روسیه را یک تراژدی بی تردید خواند. او عبارت «علاقه نمایشی» را تکرار کرد و از علاقه مفرط رهبران احمقمان به اوکراین که «فایده ای جز منحرف کردن ما از مشکلات واقعی‌مان» ندارد انتقاد کرد.

#### اسرائیل
ونس عموماً از کاهش درگیری آمریکا در صحنه بین‌المللی حمایت می‌کند اما برای اسرائیل استثنا قائل است. او از کمک مالی آمریکا به اسرائیل در جریان جنگ اسرائیل و حماس حمایت می‌کند. او خواستار تقویت اسرائیل برای نابودی فرماندهان حماس است. او خواستار ترکیب رویکرد پیمان ابراهیم و شکست دادن حماس است و معتقد است بهترین رویکرد برای آمریکا در خاورمیانه درگیر نشدن در یک جنگ منطقه‌ای گسترده‌تر و تضمین این است که اسرائیل و کشورهای سنی بتوانند امنیت منطقه‌شان را خود تأمین کنند.

#### ایران
در پی حمله شبه نظامیان متهم به ارتباط با ایران به سربازان آمریکایی در اکتبر ۲۰۲۳ وقتی از ونس پرسیده شد آیا از اقدام نظامی علیه ایران حمایت می‌کند او گفت این کار یک اشتباه خواهد بود و دغدغه خود را نسبت به تشدید قابل توجه درگیری‌ها در نتیجه چنین حمله‌ای ابراز کرد. در پی حمله ایران به اسرائیل در سال ۲۰۲۴ ونس هشدار داد ترس جدی نسبت به بالاگرفتن تنش در منطقه وجود دارد و آمریکا باید برای مهار این درگیری تلاش کند تا به یک درگیری گسترده‌تر منطقه‌ای تبدیل نشود.
ونس پس از نامزد شدن به عنوان نامزد معاونت ریاست جمهوری ترامپ در ژوئیه ۲۰۲۴، سوء قصد به قاسم سلیمانی را ستود و اضافه کرد: «اگر قرار است به ایرانیان مشت بزنید، محکم به آنها مشت بزنید.»
ونس از مخالفان برجام است. او خروج آمریکا از برجام در دوران ریاست جمهوری دونالد ترامپ را درست می‌داند. او همچنین مخالف تلاش‌های دولت جو بایدن برای بازگشت به برجام است.

## زندگی شخصی
ونس با یکی از همکلاسی‌های سابق دانشکده حقوق خود، اوشا ونس، یک زن هندی-آمریکایی ازدواج کرده است. اوشا در دوره ۱۸–۲۰۱۷ منشی حقوقی قاضی ارشد دیوان عالی ایالت متحده آمریکا جان رابرتس بود و در سال ۱۵–۲۰۱۴ برای قاضی وقت برت کاوانا کاراموزی کرده است. این زوج دو پسر دارند که نام یکی از آنها ایوان است. آنها یک مراسم ازدواج بین ادیان برگزار کردند. همسر ونس هندو و خودش مسیحی است. ونس و همسرش در میانه دهه ۲۰۱۰ در سان فرانسیسکو زندگی می‌کردند. در سال ۲۰۱۷ ونس از سنتر کالج یک مدرک افتخاری دریافت کرد.
ونس در یک شاخه انجیلی محافظه‌کار پروتستانسیم بزرگ شد. ولی در اوت ۲۰۱۹ در سینسیناتی، اوهایو با حضور محافظه‌کاران مختلف از جمله راد دریر در کلیسای کاتولیک غسل تعمید داده و پذیرفته شد. پس از مراسم، ونس در مصاحبه‌ای با دریر گفت که او تغییر مذهب داده زیرا با گذشت زمان متقاعد شده که کاتولیسیزم درست است و تأثیر آموزه کاتولیک را بر عقاید سیاسی خویش توضیح داد.

## آثار
- Vance, J. D. (June 28, 2016). Hillbilly Elegy: A Memoir of a Family and Culture in Crisis. New York: Harper. ISBN 978-0-06-230054-6. OCLC 952097610.